# Cheikh Tidiane Diouf
Pour les articles homonymes, voir Diouf.
Cheikh Tidiane Diouf, né le 23 mars 1995, est un athlète sénégalais spécialiste du 400 mètres.

## Biographie
Lors des Jeux de la Francophonie 2023, Cheikh Tidiane Diouf décroche la médaille d'or du 400 m et la médaille d'argent du relais 4 × 400 m. Le 2 juillet 2023 à La Chaux-de-Fonds en altitude, il porte son record personnel sur 400 m à 45 s 48.
Il remporte la médaille de bronze du 400 mètres aux Jeux africains de 2023 à Accra puis l'or sur la même distance aux Championnats d'Afrique d'athlétisme 2024 à Douala.
Aux Jeux olympiques de Paris il accède aux demi-finales, où en 44 s 94 il bat le vieux record d'Amadou Gakou qui datait des Jeux olympiques de Mexico.

## Palmarès
| Date | Compétition             | Lieu     | Résultat | Épreuve   | Temps        |
| ---- | ----------------------- | -------- | -------- | --------- | ------------ |
| 2019 | Jeux africains          | Rabat    | 5e       | 4 × 400 m | 3 min 7 s 08 |
| 2023 | Jeux de la Francophonie | Kinshasa | 1er      | 400 m     | 45 s 78      |
| 2023 | Jeux de la Francophonie | Kinshasa | 2e       | 4 × 400 m | 3 min 3 s 66 |
| 2024 | Jeux africains          | Accra    | 3e       | 400 m     | 45 s 49      |
| 2024 | Jeux africains          | Accra    | 4e       | 4 × 400 m | 3 min 2 s 68 |
| 2024 | Championnats d'Afrique  | Douala   | 1er      | 400 m     | 45 s 23      |

## Records
| Épreuve    | Marque       | Lieu        | Date        |
| ---------- | ------------ | ----------- | ----------- |
| 400 mètres | 44 s 94 (RN) | Saint-Denis | 6 août 2024 |